# 169

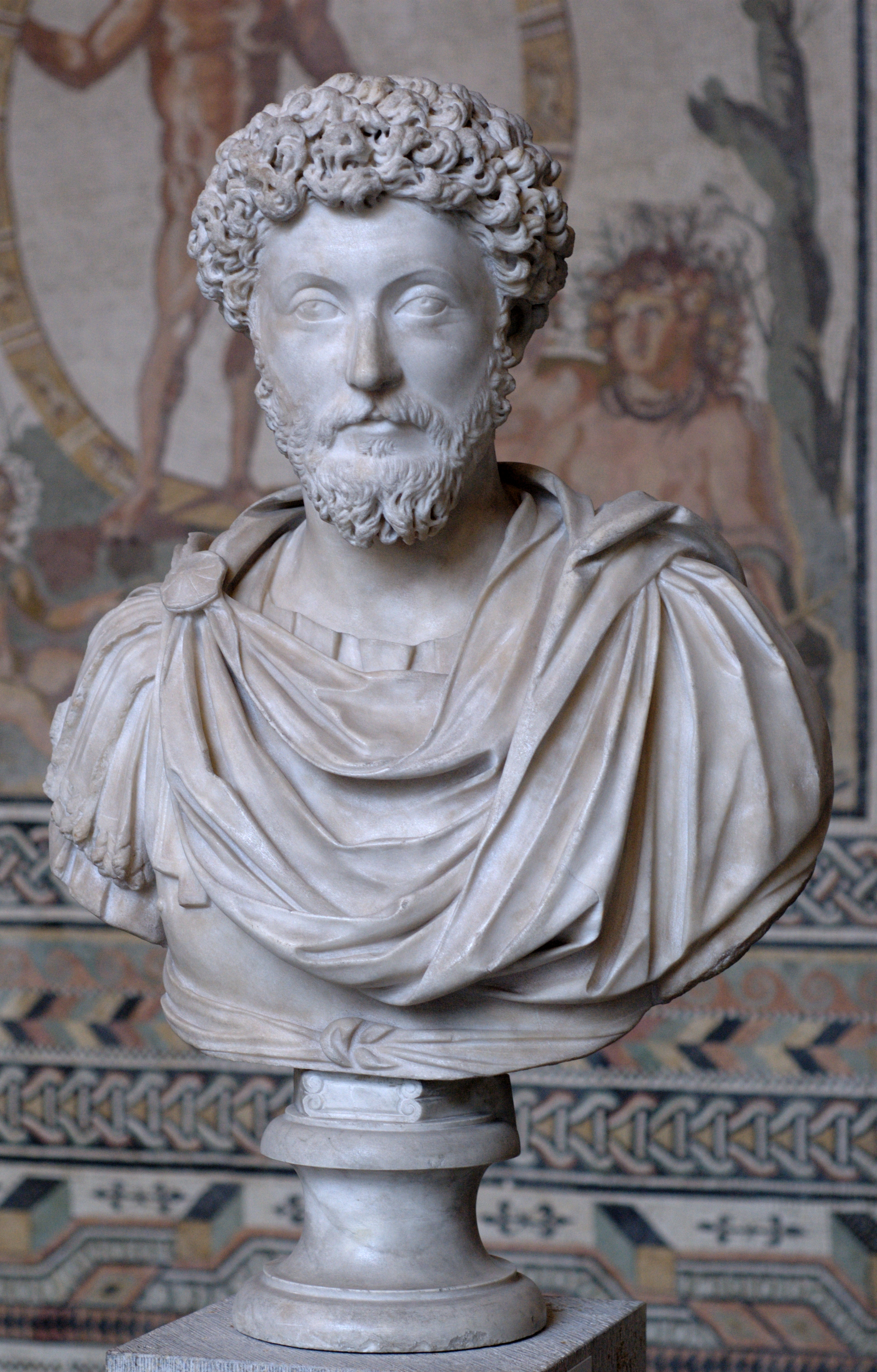
Keizer Marcus Aurelius (121-180)

Het jaar 169 is het 69e jaar in de 2e eeuw volgens de christelijke jaartelling.

## Gebeurtenissen

### Italië
- Na de Germaanse stammen in Pannonië te hebben verdreven, wordt Lucius Verus op de terugtocht bij Altinum ernstig ziek (mogelijk voedselvergiftiging of de pest). Hij krijgt een beroerte en overlijdt na een kort ziekbed.
- Marcus Aurelius keert zegevierend terug in Rome en regeert als alleenheersende keizer over het Romeinse Keizerrijk. Lucius Verus wordt bijgezet in het mausoleum van Hadrianus (de Engelenburcht) en krijgt van de Senaat de titel divus (goddelijk).

## Overleden
- Lucius Aelius Verus (38), medekeizer van het Romeinse Keizerrijk
- Publius Salvius Julianus, Romeins consul en jurist